# Erika Salumäe

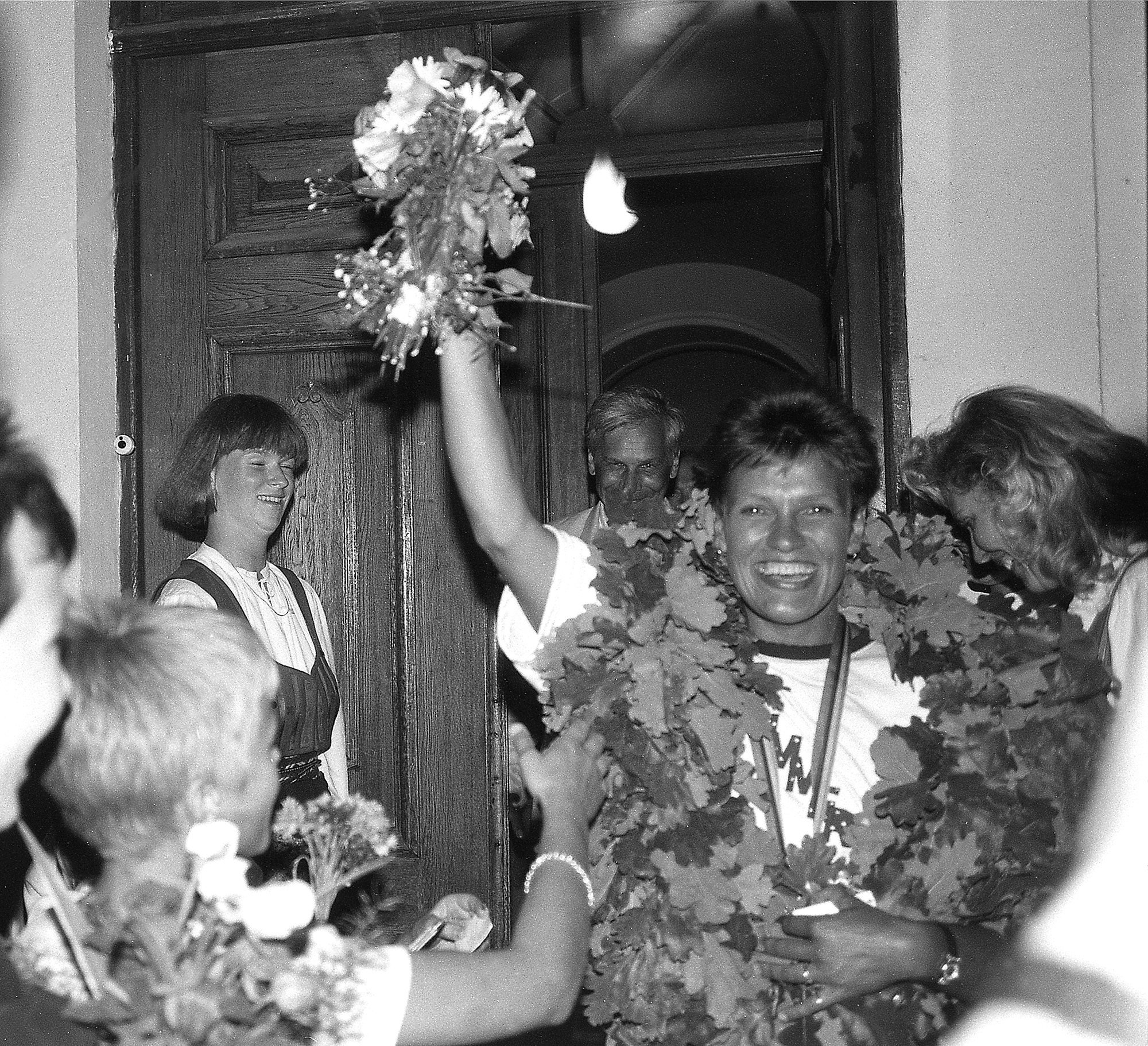
Erika Salumäe 1992

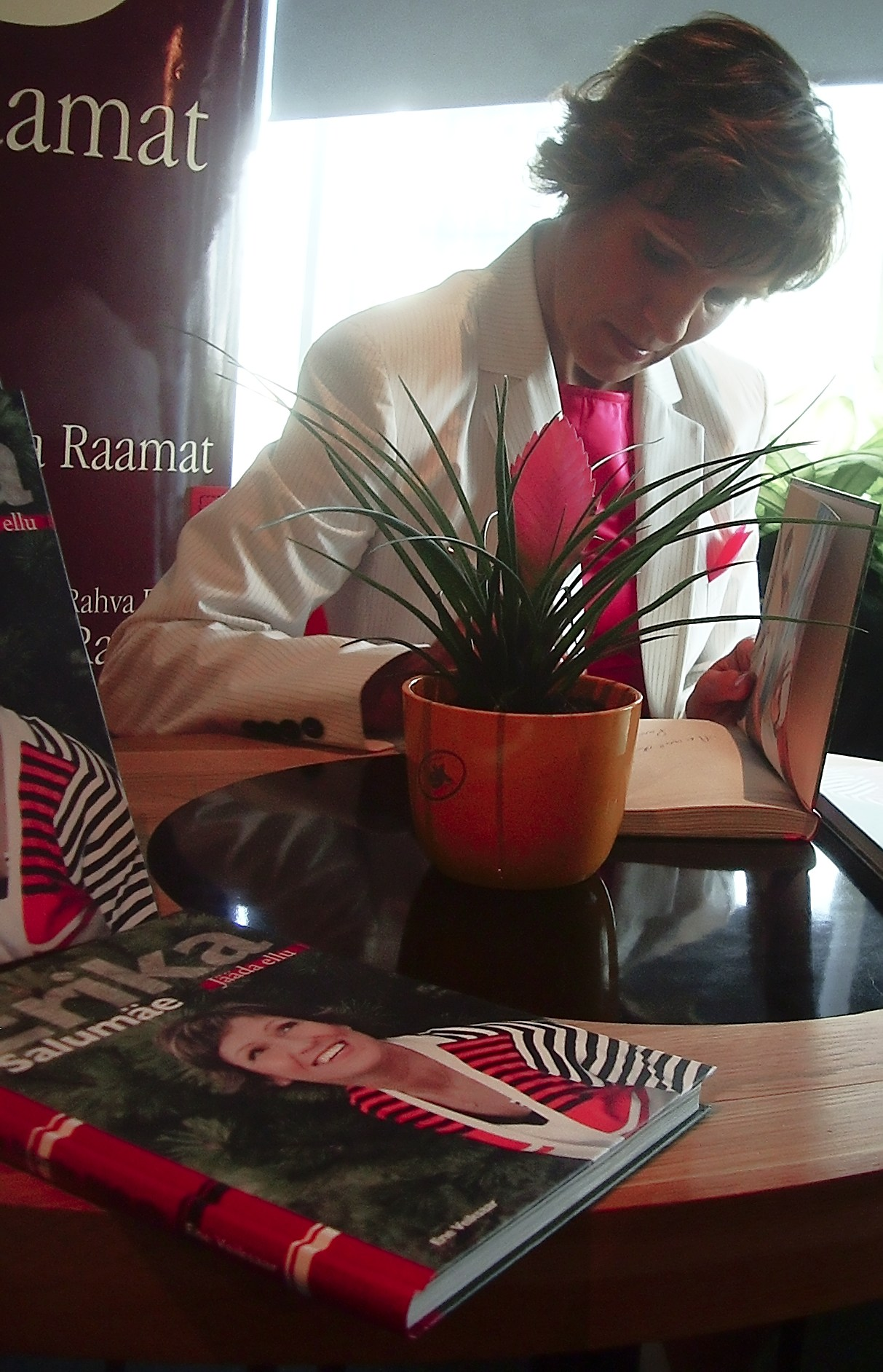
Erika Salumäe 2009

Erika Salumäe (russisch Эрика Акселевна Салумяэ, transkribiert Erika Akselewna Salumjae; * 11. Juni 1962 in Pärnu, Estnische SSR) ist eine ehemalige sowjetische bzw. estnische Radrennfahrerin. Sie ist die erste Olympiasiegerin Estlands seit der Wiedererlangung seiner Souveränität im Jahre 1991.

## Karriere
Erika Salumäe gewann bei den Olympischen Spielen 1988 in Seoul die Goldmedaille im Bahnradsprint für die UdSSR. Im Finale schlug sie die DDR-Fahrerin Christa Luding-Rothenburger. Bei den Olympischen Sommerspielen 1992 in Barcelona konnte Salumäe ihren Olympiasieg unter widrigen Bedingungen wiederholen. Nach der 1991 erfolgten Loslösung Estlands von der Sowjetunion war Salumäe von ihrer früheren Sportförderung abgeschnitten. Deshalb musste sie ohne eigenes Material nach Barcelona reisen. Ihr Sieg gelang mit einem geborgten Rennrad des australischen Teams. Salumäe gewann damit die erste goldene Medaille bei Olympischen Spielen für die junge estnische Nation. 1996 nahm sie ein drittes Mal an den Olympischen Spielen teil und wurde Sechste im Sprint.
Zwischen 1981 und 1989 gewann Salumäe bei Weltmeisterschaften zehn Mal die Goldmedaille, dreimal Silber und dreimal die Bronzene. Bei der Sommer-Universiade 1983 holte sie Gold und 1985, 1987 und 1988 konnte sie den sowjetischen Meistertitel erringen. Im Laufe ihrer Karriere stellte Erika Salumäe außerdem 15 Weltrekorde auf. Sie war 1983, 1984, 1987, 1988, 1989, 1990, 1992, 1995 und 1996 Sportlerin des Jahres in der Estnischen SSR bzw. Estland und erhielt 2001 den Orden des Estnischen Roten Kreuzes in der 1. Kategorie. Sie ist auch Präsidentin der estnischen Schulsport-Union.
Im November 2013 berichteten estnische Medien, dass Erika Salumäe, die heute im spanischen Dénia lebt, ihre beiden Goldmedaillen, ihr Rad und weitere Andenken an ihre Sportlerkarriere in London versteigern ließ. Den Erlös der Versteigerung von rund 95.000 Euro benötigte sie für eine Rückenoperation. Das estnische Olympische Komitee hätte die Objekte gerne für das Estnische Sportmuseum zurückgekauft, jedoch fehlten dafür die Mittel.